# Fady
Les fady, en la cultura malgaix, són una àmplia varietat de prohibicions culturals o tabús. Les persones, els llocs, les accions o els objectes poden ser objecte de fady, variant segons la regió de Madagascar. Es creu que aquests tabús són aplicats per poders sobrenaturals i estan particularment relacionats amb l'adoració dels avantpassats malgaixos. Encara que alguns se celebren arreu del país, altres poden ser específics de regions, pobles o fins i tot de famílies. Els fady formen part de la identitat malgaix i tenen un paper important en la formació de la comunitat i la identitat.
Les prohibicions més comunes inclouen les que s'oposen a assenyalar una tomba, al fet que les dones embarassades mengin anguiles i que es descrigui a un nadó com a lleig. Quan es comença una nova iniciativa o negoci, s'ha de fer una ofrena ritual (joro) per demostrar que no és fady. Els que incompleixen una fady són rebutjats com a impurs (maloto) i per posar en perill l'equilibri espiritual de la comunitat, independentment que la infracció hagi estat deliberada o no. S'aconsella des del govern als estrangers, que respectin les fady locals i adeqüin el seu comportament dins el país en conseqüència.